# Заболотье (Насвинская волость)
Заболотье — деревня в Новосокольническом районе Псковской области России. Входит в состав  Насвинской волости.

## География
Расположена в 23 км к северу от города Новосокольники и в 6 км к югу от волостного центра, деревни Насва, на реке Колотиловка (приток реки (восточная) Насва).

## Население
| 2001 | 2002 | 2010 |
| ---- | ---- | ---- |
| 116  | ↘95  | ↘84  |

Численность населения деревни по оценке на начало 2001 года составляла 116 жителей.